# Astrid Glenner-Frandsen
Astrid Glenner-Frandsen (* 11. April 1993) ist eine dänische Leichtathletin, die sich auf den Sprint spezialisiert hat.

## Sportliche Laufbahn
Erste internationale Erfahrungen sammelte Astrid Glenner-Frandsen im Jahr 2017, als sie bei der Sommer-Universiade in Taipeh mit 12,18 s bzw. 24,55 s über 100 und 200 Meter in der ersten Runde ausschied und auch mit der dänischen 4-mal-100-Meter-Staffel kam sie mit 46,29 s nicht über den Vorlauf hinaus. Bei den IAAF World Relays 2019 in Yokohama belegte sie in 45,32 s den achten Platz und anschließend erreichte sie bei den Europaspielen in Minsk in 11,73 s Rang 17 im 100-Meter-Lauf. Im Juni verbesserte sie in Skara den dänischen Rekord über 100 Meter auf 11,39 s und verbesserte damit die alte Bestmarke von Dorthe Wolfsberg (Rasmussen) aus dem Jahr 1983 um drei Hundertstelsekunden. Anfang Oktober startete sie bei den Weltmeisterschaften in Doha mit der Staffel und schied dort mit 43,92 s im Vorlauf aus. 2021 erreichte sie bei den Halleneuropameisterschaften in Toruń das Halbfinale über 60 Meter und schied dort mit neuem Landesrekord von 7,32 s aus. Anfang Mai belegte sie bei den World Athletics Relays im polnischen Chorzów in 45,34 s den sechsten Platz mit der 4-mal-100-Meter-Staffel. Im August nahm sie mit der 4-mal-100-Meter-Staffel an den Olympischen Spielen in Tokio teil und verpasste dort trotz neuer Rekordzeit von 43,51 s den Finaleinzug.
2022 schied sie bei den Weltmeisterschaften in Eugene mit neuem Landesrekord von 43,46 s im Vorlauf in der 4-mal-100-Meter-Staffel aus und anschließend verpasste sie auch bei den Europameisterschaften in München mit 44,20 s den Finaleinzug. 2024 schied sie dann bei den Hallenweltmeisterschaften in Glasgow mit 7,54 s in der ersten Runde über 60 Meter aus. Im Mai wurde sie bei den World Athletics Relays auf den Bahamas in 44,88 s Siebte im B-Lauf in der 2. Qualifikationsrunde der 4-mal 100 Meter für die Olympischen Spiele in Paris und verpasste somit eine Direktqualifikation. Anschließend schied sie bei den Europameisterschaften in Rom mit 44,21 s im Vorlauf mit der Staffel aus.
2019 wurde Glenner-Frandsen dänische Meisterin im 100- und 200-Meter-Lauf. Zudem wurde sie 2020 und 2021 Hallenmeisterin über 60 und 200 Meter sowie 2023 über 200 Meter und in der 4-mal-200-Meter-Staffel.

## Persönliche Bestzeiten
- 100 Meter: 11,39 s (+1,9 m/s), 6. Juni 2019 in Skara
  - 60 Meter (Halle): 7,32 s, 7. März 2021 in Toruń
- 200 Meter: 23,83 s (+1,1 m/s), 30. Juni 2020 in Oslo
  - 200 Meter (Halle): 24,05 s, 23. Januar 2021 in Odense